# 紹興府
紹興府（しょうこうふ）は、中国にかつて存在した府。南宋から民国初年にかけて、現在の浙江省紹興市一帯に設置された。

## 概要
1131年（紹興元年）、南宋により越州が紹興府に昇格した。紹興府は両浙路に属し、山陰・会稽・蕭山・諸曁・余姚・上虞・嵊・新昌の8県を管轄した。
1276年（至元13年）、元により紹興府は紹興路と改められた。紹興路は江浙等処行中書省に属し、山陰・会稽・蕭山・上虞・嵊・新昌の6県と諸曁州・余姚州の2州を管轄した。1366年、朱元璋により紹興路は紹興府の称にもどされた。
明のとき、紹興府は浙江省に属し、山陰・会稽・蕭山・諸曁・余姚・上虞・嵊・新昌の8県を管轄した。
清のとき、紹興府は浙江省に属し、山陰・会稽・蕭山・諸曁・余姚・上虞・嵊・新昌の8県を管轄した。
1913年、中華民国により紹興府は廃止された。